# Dodo Festival
Het Dodo Festival is een tweedaags popfestival in het Friese dorp Bakkeveen. De eerste editie was op 31 juli 2009 en vond toen nog plaats in het centrum van Bakkeveen. Na 6 jaar is het festival uitgegroeid naar een tweedaags festival en ontvangt per jaar 18.000 bezoekers. Door de grote hoeveelheid bezoekers is de locatie verplaatst naar het sportpark aan de Mjûmsterwei. In 2018 heeft de tiende editie plaatsgevonden en dit werd gevierd met een tweede podium.

## Opzet

### Dagindeling
Het Dodo Festival is sinds 2009 een eendaags festival, en sinds 2016 een tweedaags festival. Het speelt zich af op laatste vrijdag en zaterdag van de noordelijke bouwvakvakantie. Elk jaar is er op de vrijdagmiddag een kinderprogramma. Sinds de editie in 2016 is de zaterdag twee jaar lang gevuld met dance-artiesten en dj's. In 2017 is ervoor gekozen om deze dag te vullen met artiesten en bands uit de regio.

### Podia
Het festival heeft 9 jaar lang 1 podium gehad en is in jaar 10 uitgebreid met een 2e (indoor) podium.

## Locaties
- Vanaf de start op 31 juli 2009 tot en met 17 augustus 2012 vond het festival 4 keer plaats in het centrum van Bakkeveen.
- In 2019 vond het festival voor de 7e keer plaats op het "Sportpark Bakkeveen".

## Artiesten en bands
Kleine greep van de artiesten en bands, die op het festival op hebben getreden, zijn:
- Vangrail (band)
- Bricquebec (band)
- Frans Bauer
- Mooi Wark
- Tim Douwsma

De band met de meeste optredens op het Dodo Festival is Vangrail (band) met in totaal zeven keer, tussen 2011 en 2019. De band heeft in 2011, 2013, 2014, 2015, 2017, 2018 & 2019 op het podium gestaan.